# L'ho voluto io
L'ho voluto io (Alternative Version) è un singolo del cantautore italiano Lele, pubblicato il 9 dicembre 2016 come terzo estratto del primo album in studio Costruire, però contenuto della sua riedizione.

## Descrizione
Durante una diretta Facebook, Lele ha annunciato la pubblicazione di una versione riarrangiata di L'ho voluto io. Lavorano alla riproduzione Lele stesso e Andrea Ringonat, suo produttore. Il brano viene reso disponibile in download digitale.

## Video musicale
Il video musicale, diretto da Druga Alfieri, è stato pubblicato il 13 dicembre 2016 attraverso il canale YouTube del cantautore.

## Tracce
Testi di Raffaele Esposito, musiche di Andrea Ringonat.
1. L'ho voluto io (Alternative Version) – 2:37